# August Belmont, Sr.
Pour les articles homonymes, voir Belmont.
August Belmont, Sr. (8 décembre 1813, Alzey - 24 novembre 1890, New York), est un financier, diplomate et homme politique américain d'origine allemande.

## Biographie
August Belmont est le fils de Simon Belmont et de Frederika Elsass. À la suite de la mort de sa mère, alors qu'il est âgé de sept ans, il vit avec son oncle et sa grand-mère dans la capitale financière allemande de Francfort-sur-le-Main, où il suit son éducation et est élève à la Philanthropin.
Il entre au service des banques de la famille Rothschild à Francfort puis à Naples. En 1837, à l'âge de 24 ans, Belmont s'embarque pour la colonie espagnole de Cuba et sa capitale, La Havane, chargée des intérêts cubains des Rothschild. En route pour La Havane, Belmont s'arrête à New York pour une escale. Il est arrivé aux États-Unis auparavant prospères pendant les premières vagues de la récession financière et économique de la panique de 1837, peu de temps après la fin de l'administration emblématique de deux mandats du président Andrew Jackson, la première administration démocrate du pays. Au lieu de continuer à La Havane, Belmont reste à New York pour surveiller les intérêts financiers des Rothschild menacés en Amérique, dont l'agent de New York avait déposé son bilan.
Dans la récession financière et économique et la panique de 1837, des centaines d'entreprises américaines, y compris l'agent américain de la famille Rothschild à New York, se sont effondrées. En conséquence, Belmont reporte son départ pour La Havane indéfiniment et commence une nouvelle entreprise, August Belmont & Company, croyant pouvoir supplanter l'entreprise récemment en faillite, l'American Agency. August Belmont & Company connait un succès instantané et Belmont rétablit la santé des intérêts américains des Rothschild au cours des cinq années suivantes. La société s'occupait des opérations de change, des prêts commerciaux et privés, ainsi que des transactions commerciales, ferroviaires et immobilières.
En 1844, il est nommé consul-général de l'Empire autrichien à New York, représentant les affaires du gouvernement impérial dans la grande capitale financière et commerciale américaine. Il démissionne du poste consulaire en 1850 en réponse à ce qu'il considérait comme la politique du gouvernement autrichien envers la Hongrie, qui n'a pas encore obtenu le même statut que l'Autriche dans le cadre du compromis de la double monarchie de 1867.

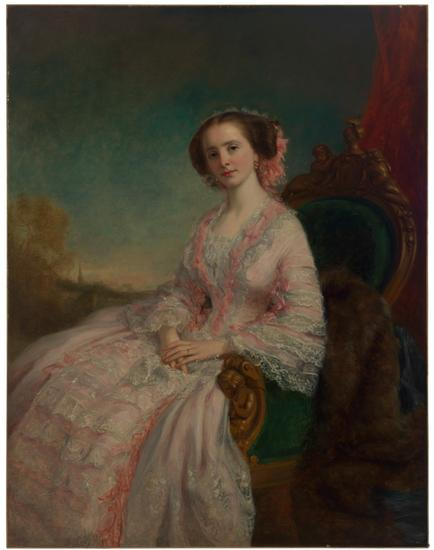
Portrait de son épouse, Caroline Slidell Perry.

Le 7 novembre 1849, Belmont épouse Caroline Slidell Perry (1829–1892). Elle était la fille du Commodore Matthew Perry (1794–1858), célèbre pour son expédition pour ouvrir les ports commerciaux du Japon en 1853. Ensemble, ils étaient les parents de six enfants, et tous ses fils survivants se sont impliqués dans la politique :
- Perry Belmont (1851–1947), qui a épousé Jessie Ann Robbins (l'épouse divorcée d'Henry T. Sloane (en))
- August Belmont, Jr. (1853–1924), qui a épousé Elizabeth Hamilton Morgan puis l'actrice Eleanor Robson (en)
- Jane Pauline "Jennie" Belmont (1856–1875), décédée à l'âge de 19 ans
- Fredericka Belmont (1856–1902), qui a épousé Samuel Shaw Howland (fils de Gardiner Greene Howland (en), de Howland & Aspinwall (en))
- Oliver Belmont (1858–1908), qui a épousé Sarah Swan Whiting puis Alva Erskine Smith (divorcée de William Kissam Vanderbilt)
- Raymond Rodgers Belmont (en) (1863–1887)

Son intérêt pour la politique intérieure américaine continue de croître. John Slidell, l'oncle de son épouse, était un sénateur américain de Louisiane et plus tard sécessionniste du Sud qui a servi le gouvernement des États confédérés en tant que diplomate étranger et ministre potentiel de la Grande-Bretagne et de l'empereur français Napoléon III. Il est retiré de façon controversée à la fin de 1861 du paquebot transatlantique britannique Trent, au large de La Havane, par le navire de guerre de l'Union Navy USS San Jacinto. Slidell fait de Belmont son protégé.
La première tâche de Belmont est de servir de directeur de campagne à New York pour James Buchanan, alors diplomate américain en Europe, qui se présente pour la nomination du Parti démocrate à la présidence lors de l'élection de 1852. En juin 1851, Belmont écrit des lettres au New York Herald et au New York National-Democrat, insistant sur le fait qu'ils rendent justice à la candidature de Buchanan à l'investiture présidentielle. Mais Franklin Pierce, un candidat « cheval noir », remporte de manière inattendue l'investiture démocrate à la place et est élu président. Il nomme Buchanan comme son ministre au Royaume-Uni, et Belmont fait d'autres contributions importantes à la cause démocrate, tout en résistant aux attaques politiques.
En 1853, Pierce nomme Belmont chargé d'affaires à La Haye (Royaume des Pays-Bas). Belmont occupe ce poste du 11 octobre 1853 au 26 septembre 1854, date à laquelle le titre du poste est changé en ministre résident. Il reste ministre résident jusqu'au 22 septembre 1857. Pendant son séjour aux Pays-Bas, Belmont exhorte les États-Unis à annexer Cuba en tant que nouvel État esclave dans ce qui est devenu le Manifeste d'Ostende. Bien que Belmont ait fait beaucoup de pression pour cela, le président nouvellement élu Buchanan lui refuse le poste d'ambassadeur à Madrid (Espagne) après l'élection présidentielle de 1856, à cause du Manifeste d'Ostende.
En tant que délégué à la Convention nationale démocrate de 1860, pivot, mais bientôt violemment divisée à Charleston, Belmont soutient l'influent sénateur américain Stephen A. Douglas (qui a triomphé dans les célèbres débats Lincoln-Douglas).
Le sénateur Douglas nomme par la suite Belmont président du Democratic National Committee. On attribue à Belmont le fait de transformer à lui seul le poste de président du parti d'un poste auparavant honoraire en un poste de grande importance politique et électorale, créant ainsi l'organisation nationale du parti politique américain moderne. Il soutient énergiquement la cause de l'Union pendant la guerre civile en tant que « démocrate de guerre » (semblable à l'ancien sénateur du Tennessee Andrew Johnson, installé plus tard en tant que gouverneur de guerre de l'État sécession occupé par l'armée de l'Union), aidant ostensiblement le représentant américain du Missouri Francis P. Blair à lever et équiper le premier régiment à prédominance germano-américaine de l'armée de l'Union.
Belmont utilise également son influence auprès des entreprises européennes et des dirigeants politiques pour soutenir la cause de l'Union pendant la guerre civile, essayant de dissuader les Rothschild et d'autres banquiers français de prêter des fonds ou de crédit pour des achats militaires à la Confédération et de rencontrer personnellement à Londres le Premier ministre britannique, Lord Palmerston, et membres du gouvernement impérial français à Paris. Il aide à organiser la Democratic Vigilant Association, qui cherche à promouvoir l'unité en promettant aux sudistes que les hommes d'affaires new-yorkais protégeraient les droits du sud.
Restant président du Comité national démocrate après la guerre, Belmont préside ce qu'il a appelé « l'époque la plus désastreuse des annales du Parti démocrate ». Dès 1862, Belmont et Samuel Tilden achètent des actions dans le New York World pour en faire un important organe de presse démocrate avec l'aide de Manton Marble (en), son rédacteur en chef.
Selon le Chicago Tribune en 1864, Belmont achète des obligations du Sud au nom des Rothschild en tant qu'agent à New York parce qu'il soutient la cause du Sud. Cherchant à tirer parti des divisions du Parti républicain à la fin de la guerre, Belmont organiséede nouveaux rassemblements de parti et promu Salmon Chase (ancien secrétaire au Trésor des États-Unis depuis 1861, puis juge en chef des États-Unis en 1864) à la présidence en 1868. Le candidat qu'il considérait le moins vulnérable aux accusations de déloyauté envers le Parti pendant les Administrations républicaines / unionistes Lincoln-Johnson, (1861-1869).
La défaite électorale d'Horatio Seymour aux élections de 1868 pâlit par rapport à la nomination ultérieure de la désastreuse campagne présidentielle de 1872 du républicain libéral Horace Greeley. En 1870, le Parti démocrate fait face à une crise lorsque le Comité des soixante-dix émerge pour nettoyer le gouvernement de la corruption. Une émeute à Tammany Hall conduit à la campagne pour renverser William "Boss" Tweed. Belmont est aux côtés de son parti.
Alors que le président du parti a initialement promu Charles Francis Adams pour la nomination, la nomination de Greeley implique l'approbation démocrate d'un candidat qui, en tant qu'éditeur du célèbre journal national dominant, le New York Tribune, a souvent fait référence aux démocrates avant, pendant et après la guerre comme "esclavagistes", "esclavagistes", "traîtres" et "Copperheads" et les a accusés de "vol, débauche, corruption et péché".
Bien que l'élection de 1872 incite Belmont à démissionner de sa présidence du Comité national démocrate, il continue néanmoins à se lancer dans la politique en tant que champion du sénateur Thomas F. Bayard pour la présidence, en tant que critique féroce du processus d'octroi de Rutherford B. Hayes la présidence aux élections de 1876, et en tant que défenseur des politiques financières « hard money ».
Belmont possède un manoir dans ce qui est actuellement North Babylon. Il appartient maintenant à l'État de New York et est connu sous le nom de Belmont Lake State Park (en).

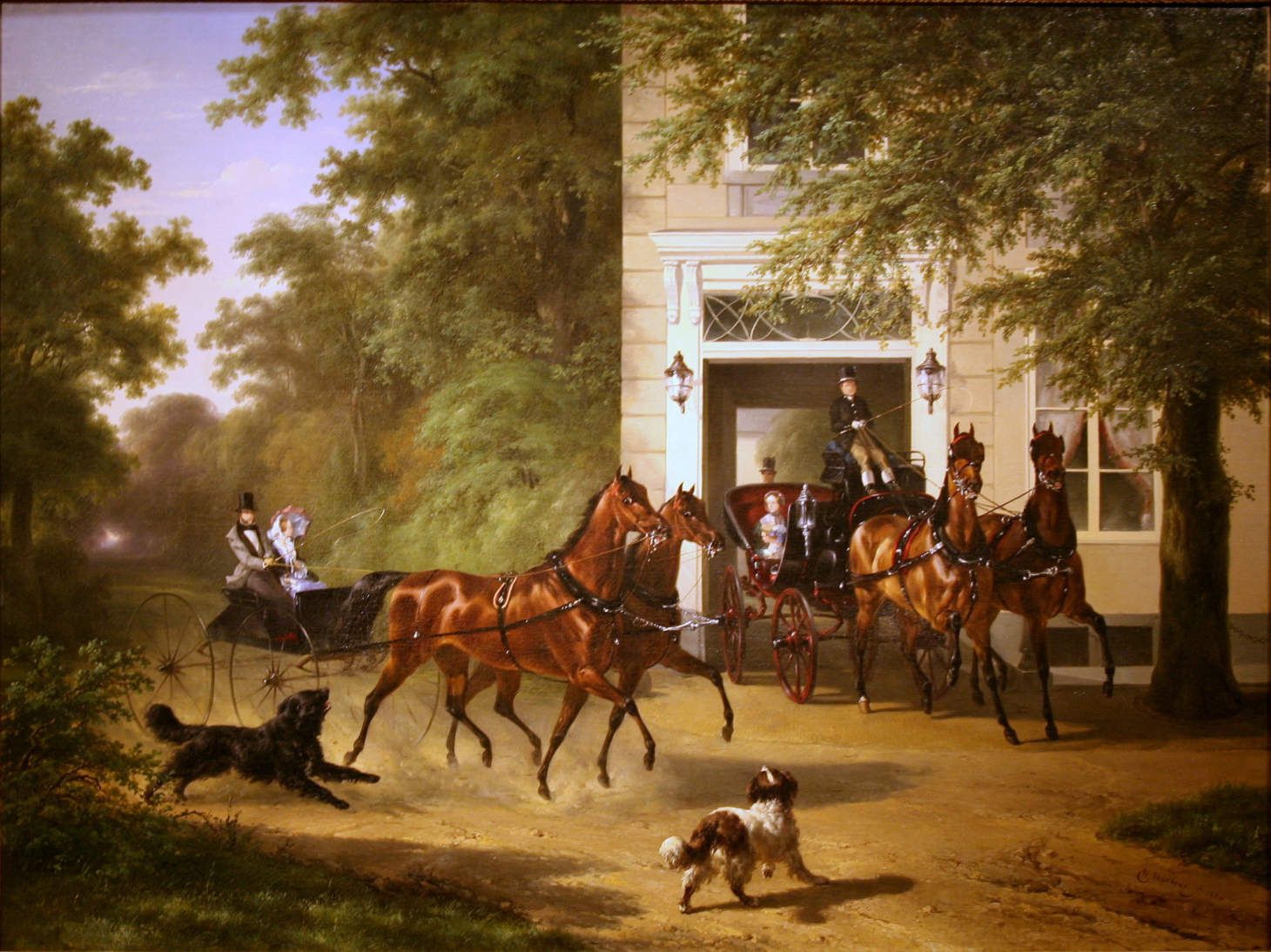
Portrait d'August Belmont en voiture.

Belmont organise des bals et des dîners somptueux, recevant des critiques mitigées de la haute société new-yorkaise. C'était un sportif passionné, et la célèbre course de chevaux pur-sang Belmont Stakes est nommée en son honneur. Il fait ses débuts au Jerome Park Racetrack (en), propriété de son ami Leonard Jerome (le grand-père maternel de Winston Churchill). Le Belmont Stakes fait partie de la Triple Crown des courses de chevaux pur-sang et se déroule sur l'hippodrome de Belmont Park, juste à l'extérieur de New York. Belmont est fortement impliqué dans les courses de chevaux pur-sang. Il est président du National Jockey Club (en) de 1866 à 1887 et est propriétaire du Nursery Stud, une ferme d'élevage de chevaux près de Babylon, sur Long Island, qui en 1885 est remplacée par un haras du même nom près de Lexington.
Belmont est mort à Manhattan, le 24 novembre 1890, d'une pneumonie. Ses funérailles ont eu lieu à l'église de l'Ascension (en) à New York. Les Lettres, discours et adresses d'August Belmont sont publiés à New York en 1890. Belmont laisse un domaine évalué à plus de dix millions de dollars (équivalent à 267 millions de dollars en 2019). Il est enterré dans un sarcophage orné dans l'Island Cemetery (en). Sa veuve est décédée en 1892.

## Hommages
Belmont (New Hampshire) est nommé en son honneur. Sa maison, 'By-the-Sea à Newport (Rhode Island) est démolie en 1946.

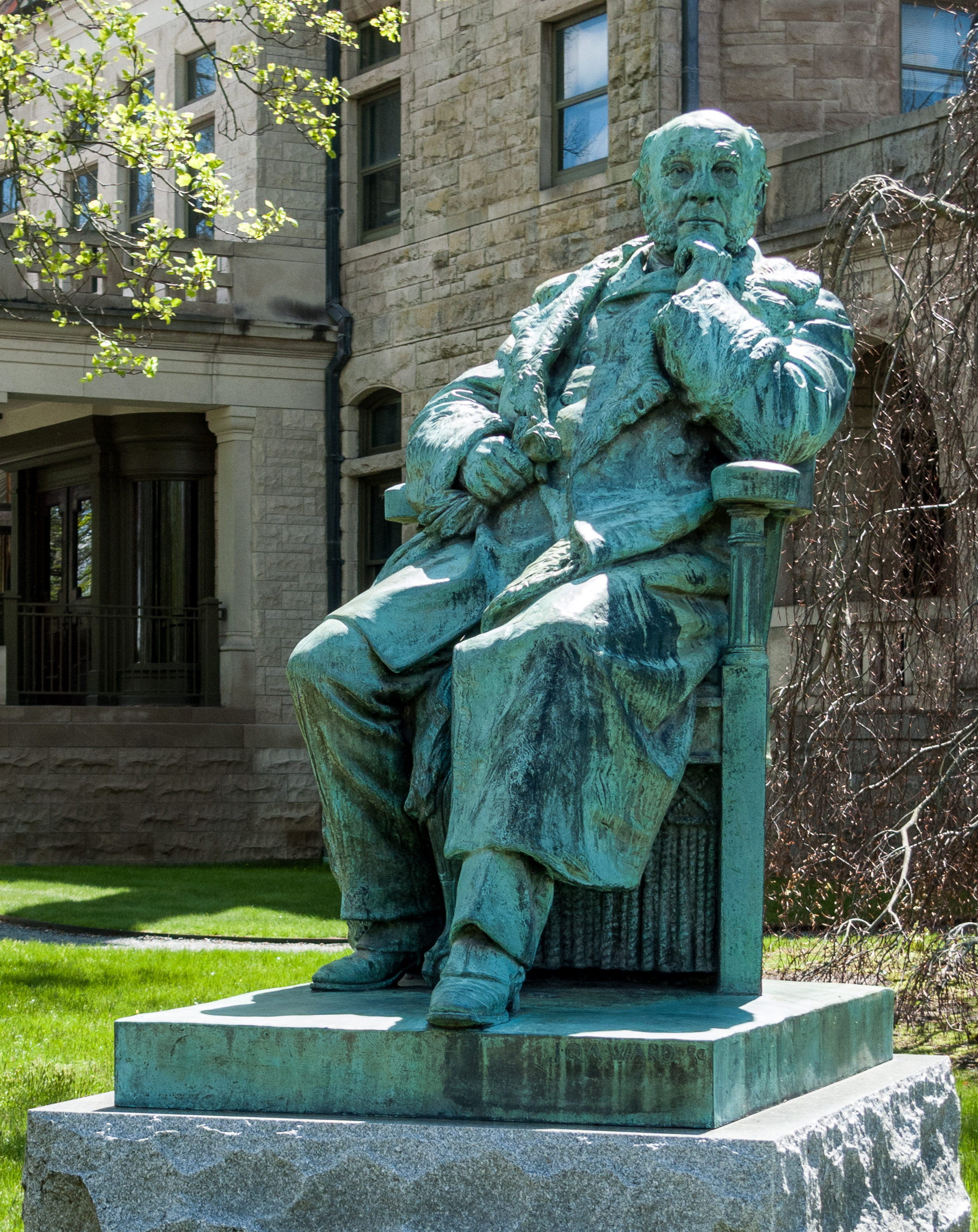
Statut d'August Belmont.

En 1910, le sculpteur John Quincy Adams Ward achève une statue en bronze représentant Belmont assis. La statue est installée à l'origine devant une petite chapelle adjacente au terrain funéraire de Belmont dans le cimetière de l'île. Il a ensuite été déplacé dans un parc entre Washington Square et Touro Street à Newport. Il est remplacé par un marqueur consacrant le parc en tant que parc Eisenhower en 1960, pour honorer le président Dwight D. Eisenhower. La statue est prêtée par la ville de Newport au Metropolitan Museum of Art (New York) en 1985. Elle est finalement installée devant le bâtiment du siège de la Preservation Society of Newport County (en), au coin de Bellevue et Narragansett Avenues à Newport.
Le Liberty ship de la Seconde Guerre mondiale SS August Belmont (en) est nommé en son honneur.

## Sources
- Encyclopædia Britannica